# Eurytoma pineticola
Eurytoma pineticola är en stekelart som beskrevs av Zerova 1981. Eurytoma pineticola ingår i släktet Eurytoma och familjen kragglanssteklar. Inga underarter finns listade i Catalogue of Life.